# Haas (strip)
Haas is een Nederlandse stripreeks van striptekenaar Fred de Heij op scenario van Rob van Bavel. De strip speelt zich ten tijde van de Tweede Wereldoorlog af in de Brabantse Biesbosch en gaat over een pastoor die in het verzet zit.

## Oorsprong
Toen het Nederlandse stripblad Eppo begin 2009 terugkwam, was het de bedoeling om nieuwe strips te gaan maken die een groot publiek van voornamelijk volwassen aanspraken. Rob van Bavel, hoofdredacteur van Eppo, benaderde daarom Fred de Heij om samen met hem een strip te maken over het Nederlands verzet in de Tweede Wereldoorlog. Dit werd uiteindelijk 'Haas'. De Heij en Van Bavel zijn voor ze aan de strip begonnen op excursie gegaan naar de Biesbosch om een idee te krijgen van het gebied zestig jaar eerder. Vanaf Eppo 11 uit 2009 werd het eerste lange verhaal genaamd De weg terug voorgepubliceerd. Sindsdien zijn er zeven lange verhalen voorgepubliceerd en daarna uitgegeven als album.

## Verhalen
1. De weg terug
2. Blind vertrouwen
3. Biechtvader
4. Vergelding
5. Dodenlijst
6. Jachtgrond
7. Ontspoord

### Kerstgedachte
Pastoor van der Linden beter bekend onder zijn verzetsschuilnaam Haas geeft op kerstavond 1941 een kerstdienst in de kerk van Drimmelbergen. Simon komt na afloop van de kerkdienst de kerk in om Haas te spreken. Hij vertelt hem over gearresteerde verzetsmannen. Opeens ontdekken ze een slapende Duitse soldaat op een van de kerkbanken. Simon die bang is dat de soldaat iets heeft gehoord wil de Duitser mee nemen naar de Biesbosch om hem daar te executeren. De soldaat weet Haas ervan te overtuigen dat ze deze man moeten laten gaan. Een twijfelende Simon heeft vertrouwen in de mensenkennis van Haas en staat op het punt om het te laten gaan. Plotseling komt de verzetsman Eric binnen die zegt dat ze hem niet moeten laten gaan maar alsnog mee moeten nemen naar de Biesbosch. Met een wat later gelogen verhaal blijkt weet hij Haas te overtuigen en de Duitser wordt alsnog gedood
Dit verhaal is een speciaal verhaal voor de Eppo-kerstspecial die gratis was bij Eppo 23 uit 2009. Het verhaal telt maar 4 pagina's.

## Ontvangst
Het eerste Haas-verhaal werd algemeen zeer goed ontvangen. De realistische tekenstijl werd vaak ook zeer gewaardeerd. Uit de Eppo-enquête 2009 bleek dat de lezers van Eppo de strip samen met de nieuwe western Ronson Inc. van Minck Oosterveer en Willem Ritsier de beste nieuwkomende strip uit het tijdschrift vonden. De strip kreeg een gemiddeld rapportcijfer van een 7.0. Het kerstverhaal werd echter minder gewaardeerd, mede door de rauwe ondertoon in het verhaal. Uit brieven in Eppo bleek echter dat er ook liefhebbers waren van dit verhaal.